# Gamarús de la Patagònia
El gamarús de la Patagònia (Strix rufipes) és una espècie d'ocell de la família dels estrígids (Strigidae). Habita boscos del centre i sud de Xile i zona limítrofa de l'Argentina, fins a la Terra del Foc. El seu estat de conservació es considera de risc mínim.